# Comedia de la Restauración

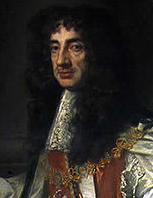
Carlos II era un amante de las comedias de la Restauración.

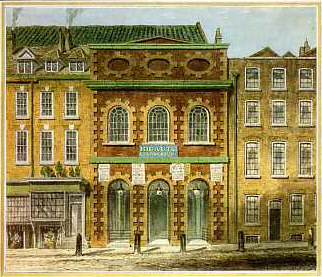
El Queen's Theatre de John Vanbrugh en Haymarket, Londres.

La comedia de la Restauración  (en inglés, Restoration comedy) es el nombre que reciben las comedias inglesas escritas e interpretadas durante el período de la Restauración desde 1660 hasta 1700. Después de que las representaciones públicas estuvieran prohibidas durante 18 años por las autoridades puritanas, la reapertura de los teatros en 1660 significó el renacer del teatro inglés. La comedia de la Restauración es famosa (o destacada) por su carácter sexual explícito, una cualidad animada por el rey Carlos II (1660–1685) personalmente y por el carácter aristocrático y libertino de su corte. El público, compuesto por clases sociales diversas, incluye tanto a aristócratas como a sus criados y sus parásitos, y un importante segmento de clase media. Estos aficionados al teatro gustaban de comedias escritas con tópicos de última hora, por tramas muy populosas y apresuradas, por la introducción de las primeras actrices profesionales, y por el auge de los primeros actores considerados como celebridades. En este período se conoce la primera dramaturga femenina profesional en lengua inglesa, Aphra Behn.

## Compañías de teatro

### Las compañías originales con patente, 1660–82
Carlos II fue un mecenas activo e interesado en el teatro. Poco después de su restauración, en 1660, concedió derechos exclusivos de representación, las llamadas patentes reales, a la King's Company y la Duke's Company, dirigidas por dos dramaturgos de mediana edad carolinos, Thomas Killigrew y William Davenant. Los patentados se pelearon por los derechos de representación de obras de la generación anterior, jacobinas y carolinas, que suponían la primera necesidad para la supervivencia económica antes de que pudiera surgir cualquier obra nueva. Su siguiente prioridad fue construir nuevos, espléndidos teatros con patentes en Drury Lane y Dorset Gardens, respectivamente. Esforzándose por superar al otro en magnificencia, Killigrew y Davenant acabaron teniendo teatros bastante parecidos, ambos diseñados por Christopher Wren, ambos adecuados para la música y la danza, y ambos dotados de escenarios móviles y elaborada maquinaria para producir truenos, relámpagos y olas. 
El público de principios del período de la Restauración no era exclusivamente cortesana, como se ha supuesto algunas veces, pero era bastante pequeña y difícilmente podía mantener a dos compañías. No había ninguna reserva sin aprovechar de aficionados al teatro. Diez representaciones consecutivas constituían un rotundo éxito. Este sistema tan cerrado forzaba a los dramaturgos a ser extremadamente sensibles al gusto popular. Las modas en el drama cambiaban semana a semana, más que de una temporada a otra, pues cada compañía reaccionaba a las ofertas de la otra, y se buscaba urgentemente nuevas obras. La King's Company y la Duke's Company compitieron entre sí por el favor del público, por los actores populares, y por nuevas obras, y en este clima nacieron y florecieron nuevos géneros como el drama heroico, el drama patético y la comedia de la Restauración. 

### United Company, 1682–95
Tanto la cantidad como la calidad del teatro sufrieron cuando en 1682 la Duke's Company, más exitosa, absorbió a la luchadora King's Company, y así se formó la United Company. La producción de nuevas obras descendió drásticamente en los años 1680, afectada tanto por el monopolio y la situación política (véase Declive de la comedia más abajo). La influencia y los ingresos de los actores también descendieron. A finales de los años 1680, inversionistas rapaces ("Aventureros") convergieron en la United Company, mientras que la dirección fue asumida por el abogado Christopher Rich. Rich intentó financiar una maraña de acciones "provechosas" y socios durmientes mediante una reducción radical de los salarios y, peligrosamente, aboliendo las gratificaciones tradicionales de los intérpretes principales, que eran estrellas con el poder de contraatacar. 

### Guerra de los teatros, 1695–1700
Los propietarios de las compañías, escribió el joven empleado de la United Company, Colley Cibber, "que habían hecho de la escena un monopolio, y consecuentemente creyeron que podrían imponer aquellas condiciones que desearan sobre su gente, no tuvieron en cuenta que durante todo este tiempo se esforzaban por esclavizar a un grupo de actores a los que el público apoyaba." Intérpretes como el legendario Thomas Betterton, la trágica Elizabeth Barry, y la joven comedianta en alza Anne Bracegirdle tenían al público de su parte y, confiados en esto, se marcharon. 
Los actores obtuvieron una "licencia para interpretar" real, puenteando de este modo la propiedad de Rich sobre las dos patentes originales, tanto de la de Duke's Company como la King's, que databan de 1660, y formaron su propia compañía cooperativa. Esta empresa única fue constituida con reglas detalladas para evitar la arbitrariedad en la autoridad administrativa, regulando las participaciones de los diez actores, las condiciones de los empleados asalariados, y los beneficios por enfermedad y retiro de ambas categorías. La cooperativa tuvo la buena suerte de abrir en 1695 con el estreno de la famosa Love For Love de William Congreve y la habilidad para hacer de ella un gran éxito de taquilla. 
De nuevo tenía Londres dos compañías rivales. Su carrera por atraer al público revitalizó brevemente el teatro de la Restauración, pero también lo colocó en el irremediable camino de la decadencia hacia el más bajo común denominador del gusto del público. La compañía de Rich ofreció atracciones del tipo de la feria de San Bartolomé — luchadores, malabaristas, funambulistas, animales en escena — mientras que los actores cooperativos, al mismo tiempo que apelaban al esnobismo presentándose como la único campañía dramática legítima de Londres, no quedaron por encima pues recurrieron a "prólogos recitados por niños de cinco años, y epílogos declamados por damas a caballo" (Dobrée, xxi). La demanda de nuevas obras estimuló a William Congreve y John Vanbrugh a escribir algunas de sus mejores comedias, pero también hizo nacer un nuevo género, la comedia sentimental que pronto iba a reemplazar a la comedia de la Restauración en el favor del público.

## Actores

### Primeras actrices

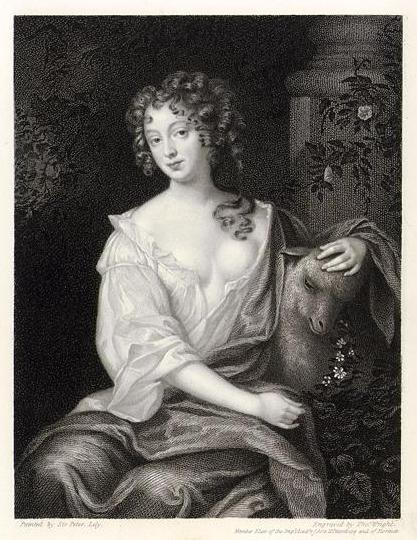
Nell Gwynn, una de las primeras actrices y amante del rey Carlos II, grabado hecho por T. Wright según una pintura de Peter Lely, publicado en 1851 en Beauties of the Court of Charles the Second (Bellezas de la corte de Carlos II).

La comedia de la Restauración se vio fuertemente influida por la introducción de las primeras actrices profesionales. Antes del cierre de los teatros, todos los papeles femeninos fueron interpretados por chicos jóvenes y el público de los años 1660 y 1670, predominantemente masculino, se sentía curioso, hipercrítico y encantado con la novedad de ver a auténticas mujeres implicadas en réplicas agudas e indecentes e interpretando escenas de seducción física. Samuel Pepys se refiere muchas veces en sus famosos diarios a las visitas que hacía al teatro para ver, una y otra vez, la interpretación de alguna actriz en particular, y cuánto disfrutaba estas experiencias.
Escenas de comedia atrevidamente sugerentes que involucraban a mujeres se hicieron especialmente abundantes, aunque por supuesto se esperaba que las actrices de la Restauración, lo mismo que los actores masculinos, hicieran justicia a todo tipo de obras y tonos. (Su papel en el desarrollo de la tragedia de la Restauración es también importante, véase el género "tragedia femenina".)
Una nueva especialidad es casi tan temprana como las actrices: el "breeches role" o "papel con calzones". Así se denomina al papel de una actriz que tenía que aparecer vestida de hombre, siendo los calzones unos pantalones ajustados que llegaban a la rodilla, la vestimenta usual de los hombres de la época; interpretaban, por ejemplo, a la ingeniosa heroína que se disfraza de chico para ocultarse, o para llevar a cabo escapadas prohibidas para las chicas. Una cuarta parte de las obras producidas en la escena londinenense entre 1660 y 1700 contenía "papeles con calzones". Al interpretar a estos personajes travestidos, las mujeres se comportaban con una libertad que la sociedad sólo permitía a los hombres, y algunas críticas feministas, como Jacqueline Pearson, consideran que eran una subversión de los roles sexuales tradiciones y otorgaban poder a las mujeres del público. Elizabeth Howe, sin embargo, ha objetado que el disfraz masculino, en relación con los textos que interpretaban, prólogos y epílogos, aparece como "poco más que otro medio de presentar a la actriz como un objeto sexual" para los espectadores masculinos, al mostrar su cuerpo, normalmente oculto por la falda, delineado en un traje masculino.
Entre las actrices exitosas de la Restauración estuvieron la amante de Carlos II, Nell Gwyn, la trágica Elizabeth Barry quien era famosa por su habilidad de "conmover las pasiones" y hacer que todo el público llorase, la comedianta de los años 1690 Anne Bracegirdle, y Susanna Mountfort (también conocida como Susanna Verbruggen), que consiguió que se escribieran muchos de estos "papeles con calzones" especialmente para ella durante los años 1680 y 1690. Las cartas y las memorias de la época muestran que tanto los hombres como las mujeres del público disfrutaban mucho de las personificaciones fanfarronas y jaraneras de jovencitas luciendo calzones y por lo tanto gozando de la libertad social y sexual propia del libertino masculino de la Restauración.

### Primeros actores célebres

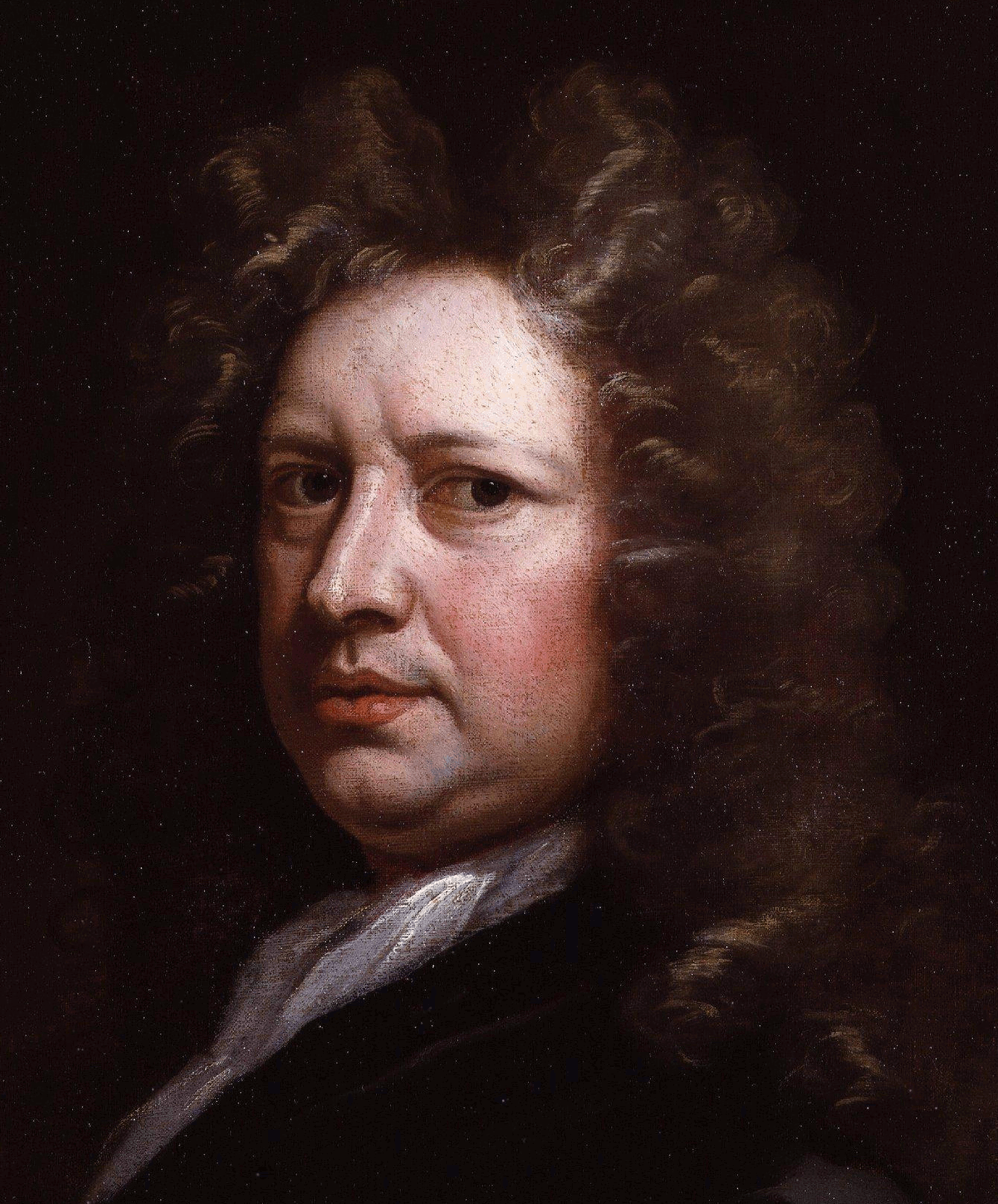
Thomas Betterton interpretó al irresistible Dorimant en la obra de George Etherege Hombre a la moda (Man of Mode). La habilidad interpretativa de Betterton fue alabada por Samuel Pepys, Alexander Pope, y Colley Cibber.

Durante el período de la Restauración, tanto los actores como las actrices que pisaban los escenarios londinenses se hicieron por vez primera personalidades públicas y auténticas celebridades. Los documentos de la época muestran a públicos atraídos a las representaciones por el talento de un actor de particular, lo mismo que por obras concretas, y más que por los autores (que parecen haber sido el elemento menos importante, sin que se anunciara al autor de las obras hasta 1699). Aunque los teatros estaban concebidos para grandes audiencias —el segundo teatro de Drury Lane desde 1674 tenía 2.000 espectadores— eran de diseño compacto, y el carisma de un actor podía proyectarse inmediatamente desde el escenario con plataforma avanzada. 
Con dos compañías compitiendo por sus servicios desde 1660 hasta 1682, los actores estrella tenían la posibilidad de negociar repartos de estrellas, participar en las acciones de la compañía y las noches cuyos beneficios les corresponderían, además de obtener salarios. Esta situación ventajosa cambió cuando las dos compañías se unieron en 1682, pero la manera en que los actores se rebelaron y asumieron la dirección de la nueva compañía en 1695 es, en sí misma, una ilustración de cuánto se había desarrollado su estatus y poder desde 1660.
Las estrellas más destacadas entre los actores de la Restauración fueron Elizabeth Barry (la "famosa Sra. Barry" quien "forzó las lágrimas en los ojos de todo el público") y Thomas Betterton, ambos muy activos en la organización de la revuelta de actores de 1695 y titulares de patentes originales en la cooperativa de actores resultante. 
Betterton interpretó todos los grandes papeles masculinos desde 1660 hasta el siglo XVIII. Después de ver Hamlet en 1661, Samuel Pepys escribe en su cifrado Diario que el joven novato Betterton "hizo el papel de príncipe más allá de la imaginación". Las expresivas interpretaciones de Betterton parece que atrajeron a aficionados al teatro con tanta fuerza como la novedad de ver a mujeres en el escenario. Pronto quedó establecido como el hombre principal de la Duke's Company, e interpretó a Dorimant, el libertino de la Restauración irresistible y seminal, en el estreno de la obra de George Etherege Hombre a la moda (1676). La posición de Betterton permaneció inatacable a lo largo de los años 1680, tanto como el líder de la United Company como su director de escena y gerente cotidiano. Permaneció leal a Rich más que la mayoría de sus compañeros, pero al final fue él quien dirigió la huelga de 1695, y quien se convirtió en el director artístico de la nueva compañía.

## Comedias
La variedad y los vertiginosos cambios de moda son típicos de la comedia de la Restauración. Aunque el tema "teatro de la Restauración" de los libros de texto trata juntas todas las obras, de manera que parece que todas ellas eran contemporáneas lo cierto es que los estudiosos distinguen la rápida evolución del teatro inglés a lo largo de estos cuarenta años, y de sus causas sociales y políticas. Se reconoce igualmente la influencia de la competición entre compañías de teatro y la economía de los teatros.
La comedia de la Restauración tuvo dos momentos álgidos. El género llegó a una espectacular madurez a mediados de los años 1670 con una serie de comedias aristocráticas. Siguieron veinte años flacos a esta corta edad de oro, aunque deben destacarse los logros de Aphra Behn en los años 1680. A mediados de los años 1690 hay un segundo y breve renacimiento de la comedia de la Restauración, que tenía como objetivo un público más amplio. Las comedias de los dorados años 1670 y 1690 difieren extraordinariamente entre sí. Se ha intentado más abajo ilustrar el cambio de gusto generacional describiendo La aldeana (The Country Wife, 1676) y La mujer provocada (The Provoked Wife, 1697) con cierto detalle. Estas dos obras difieren una de otra en algunos rasgos que son típicos, lo mismo que una película de Hollywood de los años 1950 es distinta de una de los años 1970. Las obras no son, sin embargo, señaladas como "típicas" de sus décadas. De hecho, no hay comedias típicas de los años 1670 o 1690; incluso dentro de estos breves momentos cumbre, los tipos de comedia siguieron cambiando y multiplicándose. 

### Comedia aristocrática, 1660–80
El teatro de los años 1660 y 1670 fue revitalizado por la competición entre las dos compañías con patentes creadas con la Restauración, así como por el interés personal de Carlos II, y los dramaturgos cómicos respondieron a la demanda de nuevas obras. Robaron alegremente de la escena contemporánea francesa y española, de las obras inglesas jacobinas y carolinas, e incluso de las comedias clásicas griegas y romanas, y combinaron las líneas de la trama de la manera más atrevida. Las diferencias de tono en una misma obra no era algo criticado, sino más bien apreciado, pues el público aplaudía la "variedad" tanto entre las obras como dentro de la misma obra. Las primeras audiencias de la Restauración sentían poco entusiasmo por las comedias de estructura simple y bien formadas como las de Molière; querían acciones con diversas tramas, apresuradas, atestadas y un ritmo rápido. Incluso un toque de alto drama heroico podía añadirse a la mezcla de comedia, como ocurre en la obra de George Etherege Amor en una tina (Love in a Tub, 1664), que tiene una trama en verso heroico sobre el "conflicto entre el amor y la amistad", otra de ingeniosa comedia urbana y otra trama burlesca "de calzoncillos", al quedar el personaje sin pantalones y tener que vestirse con una tina de las usadas como bañera. Este tipo de incongruencias contribuyeron a que se tuviera en poca estima a la comedia de la Restauración en los siglos XVIII, XIX y principios del XX, pero hoy en día la experiencia teatral total de la Restauración es valorada sobre la escena, así como por los críticos académicos postmodernos. 
Las comedias antisentimentales o "duras" de John Dryden, William Wycherley, y George Etherege reflejaban la atmósfera de la corte, y celebraban con franqueza un estilo de vida del macho aristocrático de intriga y conquista sexual continuas. John Wilmot, segundo Conde de Rochester, verdadero libertino de la Restauración, cortesano y poeta, está representado favorablemente en la obra de Etherege Hombre a la moda (1676) como un aristócrata intelectual, ingenioso, bullicioso y sexualmente irresistible, un modelo para la posteridad sobre lo que era un glamuroso libertino de la Restauración (en realidad nunca fue un personaje muy usual en la comedia de la época). La obra de Wycherley El hombre sincero (The Plain-Dealer, 1676), una variación sobre el tema de Molière El misántropo, fue altamente considerado por su sátira sin compromiso y consiguió para Wycherley el apelativo de "Plain Dealer" Wycherley o "Manly" Wycherley, siguiendo el nombre del principal personaje, Manly. La obra que apoya más el cargo de obscenidad que siempre se ha imputado a la comedia de la Restauración es probablemente la obra de Wycherley La aldeana (1675).

#### Ejemplo. William Wycherley,La aldeana(1675)
La aldeana tiene tres tramas ligadas pero fácilmente distinguible, cada una con su propio tono:
1. El truco de la impotencia del señor Horner proporciona la historia principal y el principio sobre el que se organiza la obra. Un libertino de clase alta, el urbanita Sr. Horner emprende una campaña para seducir tantas damas respetables como le sea posible, primero difundiendo el falso rumor de su propia impotencia, para que se le permita entrar donde ningún hombre completo puede ir. El truco tiene gran éxito y Horner tiene relaciones sexuales con muchas damas casadas de reputación virtuosa, cuyos maridos están felices de dejarle a solas con ellas. Hay una escena famosa e indignante, la "escena de la porcelana", en la que las relaciones sexuales se supone que han tenido lugar repetidamente justo fuera del escenario, donde Horner y su amante llevan a cabo un largo diálogo de doble sentido, lleno de sobreentendidos sobre la colección de porcelana de Horner. La aldeana es una obra que va avanzando por momentos en que casi se descubre la verdad sobre el valor sexual de Horner (y por lo tanto la verdad sobre las damas respetables), de los cuales se libra gracias a su rápido ingenio y buena suerte. Horner nunca llega a reformarse, y mantiene el secreto hasta el final; se asume que cuando caiga el telón, Horner seguirá alegremente cosechando los frutos de la desinformación difundida.
2. La vida marital de Pinchwife y Margery se basa en la obra de Molière La escuela de las mujeres. Pinchwife es un hombre de mediana edad que se ha casado con una ignorante muchacha pueblerina con la esperanza de que ella no le pondrá los cuernos. Sin embargo, Horner la enseña, y Margery se abre paso a través de la sofisticación de un matrimonio londinense sin darse cuenta. Está entusiasmada con la belleza viril de los galanes de la ciudad, los libertinos, y especialmente los actores de teatro (este tipo de bromas autoreferenciales a la escena estaban alimentadas por el nuevo alto estatus de los actores), y mantiene a Pinchwife en estado de continuo horror ante la brutal franqueza de su esposa y su abierto interés por el sexo. Una broma repetida es la manera en que los celos patológicos de Pinchwife siempre le llevan a proporcionar a Margery justo la clase de información que él desea que ella no tenga.
3. El noviazgo entre Harcourt y Alithea es, por comparación, una edificante historia de amor en la que el ingenioso Harcourt obtiene la mano de la hermana de Pinchwife, Alithea.

### La decadencia de la comedia, 1678–90
Cuando las dos compañías se unieron en 1682 y la escena londinense se convirtió en un monopolio, disminuyó drásticamente tanto el número como la variedad de obras nuevas que se escribían. Hubo un cambio desde la comedia al drama político serio, lo que refleja las preocupaciones y divisiones que siguieron al Complot papista de 1678 y la Crisis de la exclusión de 1682. Las pocas comedias que se produjeron tendieron a centrarse en lo político, con el dramaturgo whig Thomas Shadwell luchando con los tories John Dryden y Aphra Behn. El logro único de Behn como una de las primeras escritoras profesionales ha sido objeto de muchos estudios recientes.

### Renacimiento de la comedia, 1690–1700
Durante la segunda ola de la comedia de la Restauración en los años 1690, las comedias "más suaves" de William Congreve y John Vanbrugh reflejaron las percepciones culturales cambiantes y un gran cambio social. Las obras de los años 1690 parece que se dirigían a públicos con mayor mezcla de clases con un fuerte elemento de clase media, y a espectadoras femeninas, por ejemplo trasladando la guerra de sexos del área de la intriga a la del matrimonio. El foco de la comedia está menos en jóvenes amantes más listos que la anterior generación, que en las relaciones maritales posteriores a las campanas de boda. La oscura obra de Thomas Southerne La excusa de las esposas (The Wives' Excuse, 1691) no es aún muy "suave": muestra a una mujer miserablemente casada con un petimetre, Friendall, el amigo de todo el mundo, cuyas locuras e indiscreciones minan el valor social de su esposa, pues el honor de la mujer va ligado al del marido. La Sra. Friendall es perseguida por un pretendiente, un libertino prosaico carente de todas las cualidades que hacían encantador al Dorimant de Etherege, y ella se abstiene de actuar o elegir debido a la falta de atractivo de todas sus opciones. Todo el humor de esta "comedia" radica en las tramas secundarias de persecución amorosa y fornicación, y no en la historia principal.
En las obras de Congreve Amor por amor (Love for Love, 1695) y Así va el mundo (The Way of the World, 1700), los "duelos de ingenio" entre amantes típicos de la comedia de los años 1670 son muy flojos. Las piezas "toma y daca" de parejas que están aún probando su atracción mutua se han cambiado por ingeniosos debates prenupciales en vísperas del matrimonio, como en la famosa "escena de la condición" en Así va el mundo (1700). La obra de Vanbrugh La mujer provocada (1697) sigue las huellas de La excusa de las esposas de Southerne, con un toque más ligero y personajes más humanamente reconocibles.

#### Ejemplo. John Vanbrugh,La mujer provocada(1697)

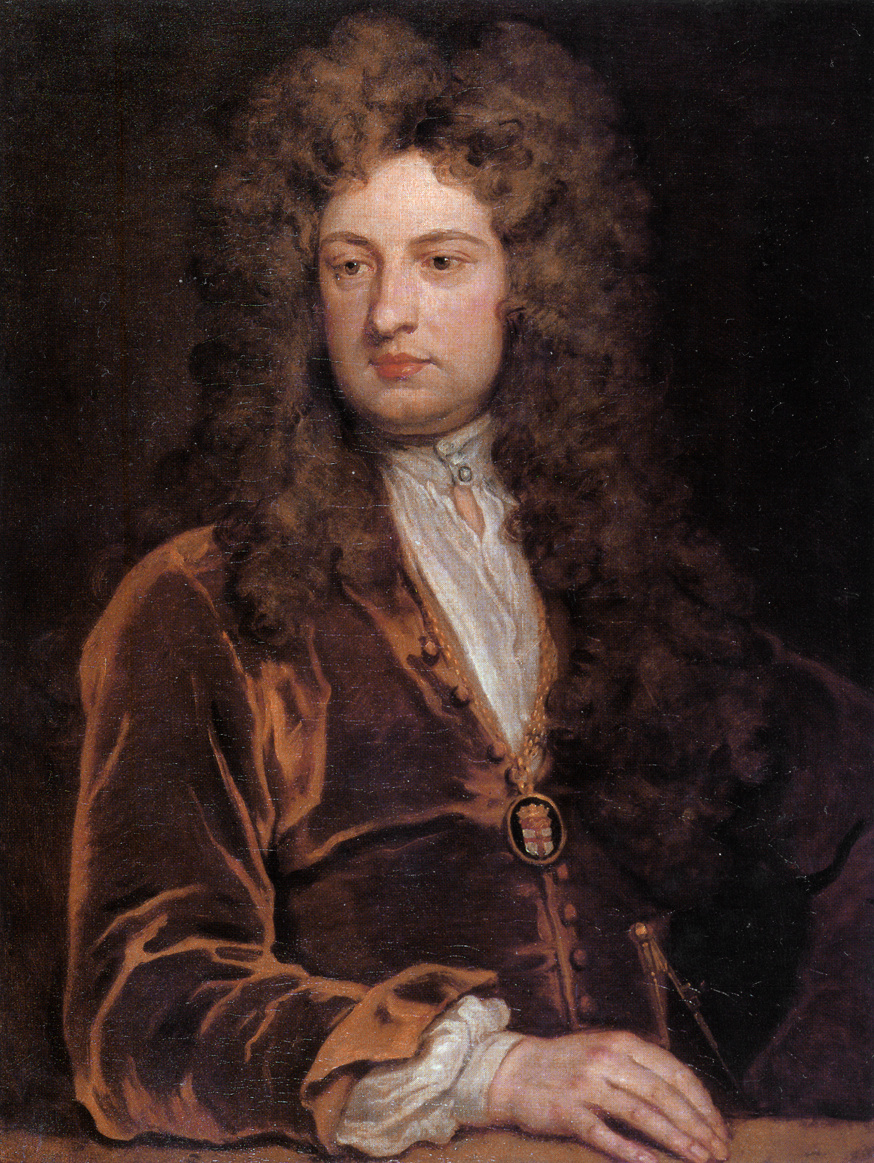
John Vanbrugh, La mujer provocada: "Estos son buenos tiempos. Una mujer puede tener un galán y también una pensión alimenticia.".

La mujer provocada es una especie de obra de tesis de la Restauración dado que trata sobre la posición legal subordinada de la mujer casada y las complejidades de un "divorcio" y separación, temas que habían destacado a mediados de los años 1690 por algunos casos famosos ante la Cámara de los Lores. 
Sir John Brute en La mujer provocada está cansado de su matrimonio. Llega borracho a casa todas las noches y continuamente es grosero e insultante hacia su mujer. Al tiempo, ella se ve tentada de embarcarse en un lío amoroso con el ingenioso y fiel Constant. El divorcio no es una opción para ninguno de los Brute, pero hay formas de separación legal que habían aparecido recientemente, y podrían asegurarle una pensión alimenticia separada a la esposa. Este tipo de arreglo no permitiría que se volvieran a casar. Aun así, reflexiona Lady Brute, en una de las muchas discusiones que tiene con su sobrina Bellinda, "Estos son buenos tiempos. Una mujer puede tener un galán y una también una pensión alimenticia". 
Bellinda es al mismo tiempo cortejada de manera áspera por el amigo de Constant, llamado Heartfree, que queda sorprendido y consternado cuando descubre que está enamorado de ella. El mal ejemplo de los Brute es una advertencia constante para Heartfree en contra del matrimonio. 
La mujer provocada es una obra de conversación, cuyo foco de atención está menos en las escenas de amor y más en las discusión entre las amigas (Lady Brute y Bellinda) y los amigos (Constant y Heartfree). Estos intercambios, aunque están llenos de bromas, son reflexivos y tienen un toque de melancolía y frustración.
Después de una complicación respecto a una carta falsificada, la obra finaliza con el matrimonio entre Heartfree y Bellinda y el estancamiento entre los Brute. Constant continúa cortejando a Lady Brute, y ella sigue sin saber qué hacer.

### Final de la comedia
La tolerancia hacia la comedia de la Restauración, incluso en su forma modificada, acabó agotándose al final del siglo XVII, pues la opinión pública se volvió hacia la respetabilidad y la seriedad incluso más rápido que los dramaturgos. Había una serie de causas relacionadas con este cambio de gustos, entre ellas el cambio demográfico, la Revolución gloriosa de 1688, el desagrado de Guillermo y María por el teatro y los pleitos que se plantearon contra dramaturgos por la Sociedad para la Reforma de las Costumbres (fundada en 1692). Cuando Jeremy Collier atacó a Congreve y Vanbrugh en su Breve tratado sobre la impiedad e inmoralidad de la escena inglesa (Short View of the Immorality and Profaneness of the English Stage) en 1698, estaba confirmando un cambio en los gustos del público que ya había tenido lugar. En el estreno estelar muy esperado en 1700 de Así va el mundo, la primera comedia de Congreve en cinco años, el público mostró sólo un moderado entusiasmo por esta obra sutil, casi melancólica. La comedia de sexo e ingenio iba a ser reemplazada por el teatro de sentimientos obvios y moralidad ejemplar. 

## Historia posterior

### Historia sobre el escenario
Durante los siglos XVIII y XIX, la franqueza sexual de la comedia de la Restauración hizo que los productores usaran parte de ellas o lo adaptaran en profundidad, más que realmente interpretarlas. Hoy, la comedia de la Restauración es de nuevo muy apreciada para los escenarios. Los clásicos, como La aldeana y El hombre sincero (de Wycherley), Hombre a la moda (de Etherege), así como Amor por amor y Así va el mundo (de Congreve) compiten no sólo con la obra de Vanbrugh La reincidente (The Relapse) y La mujer provocada, sino también por parte de comedias más oscuras y menos divertidas como La excusa de las esposas de Southerne. Aphra Behn, en un tiempo considerada irrepresentable, tiene hoy un gran renacimiento, con El vagabundo (The Rover) siendo pieza de repertorio.

### Crítica literaria
El desagrado por las impropiedades sexuales mantuvo a la comedia de la Restauración por largo tiempo no sólo lejos de la escena, sino también encerrada en el armario de los venenos de los críticos. Los críticos victorianos como William Hazlitt, aunque valoraban la energía y "fuerza" lingüística de los escritores canónicos como Etherege, Wycherley, y Congreve, siempre equilibraban la alabanza estética con una fuerte condena moral. Aphra Behn recibió la condena sin la alabanza, dado que la comedia sexual abierta era considerada particularmente ofensiva cuando provenía de una escritora. Al llegar el siglo XX, comenzaron a aparecer una sitiada minoría de académicos entusiasmados por la comedia de la Restauración, como el importante editor Montague Summers, cuya obra aseguró que las obras de Aphra Behn siguieran imprimiéndose.
"Los críticos siguen asombrosamente a la defensiva sobre las obras maestras de esta época", escribió Robert D. Hume en fecha tan tardía como 1976. Sólo a lo largo de las últimas décadas esta afirmación ha resultado falsa, pues la comedia de la Restauración ha sido reconocida como un sujeto gratificante para análisis de alta teoría y la obra de Wycherley La aldeana, durante mucho tiempo considerada la más obscena obra de teatro del idioma inglés, se ha convertido en una especie de favorita de los académicos. Escritores cómicos "menores" están llamando gran parte de la atención, especialmente la generación de dramaturgas posteriores a Aphra Behn, que aparecieron en torno al año 1700, como Delarivier Manley, Mary Pix, Catharine Trotter, y Susannah Centlivre. Un amplio estudio de la mayoría de las comedias de la Restauración nunca impresas se ha hecho posible a través de Internet, aunque solo por subscripción, a las primeras ediciones en la British Library.

## Lista de destacadas comedias de la Restauración

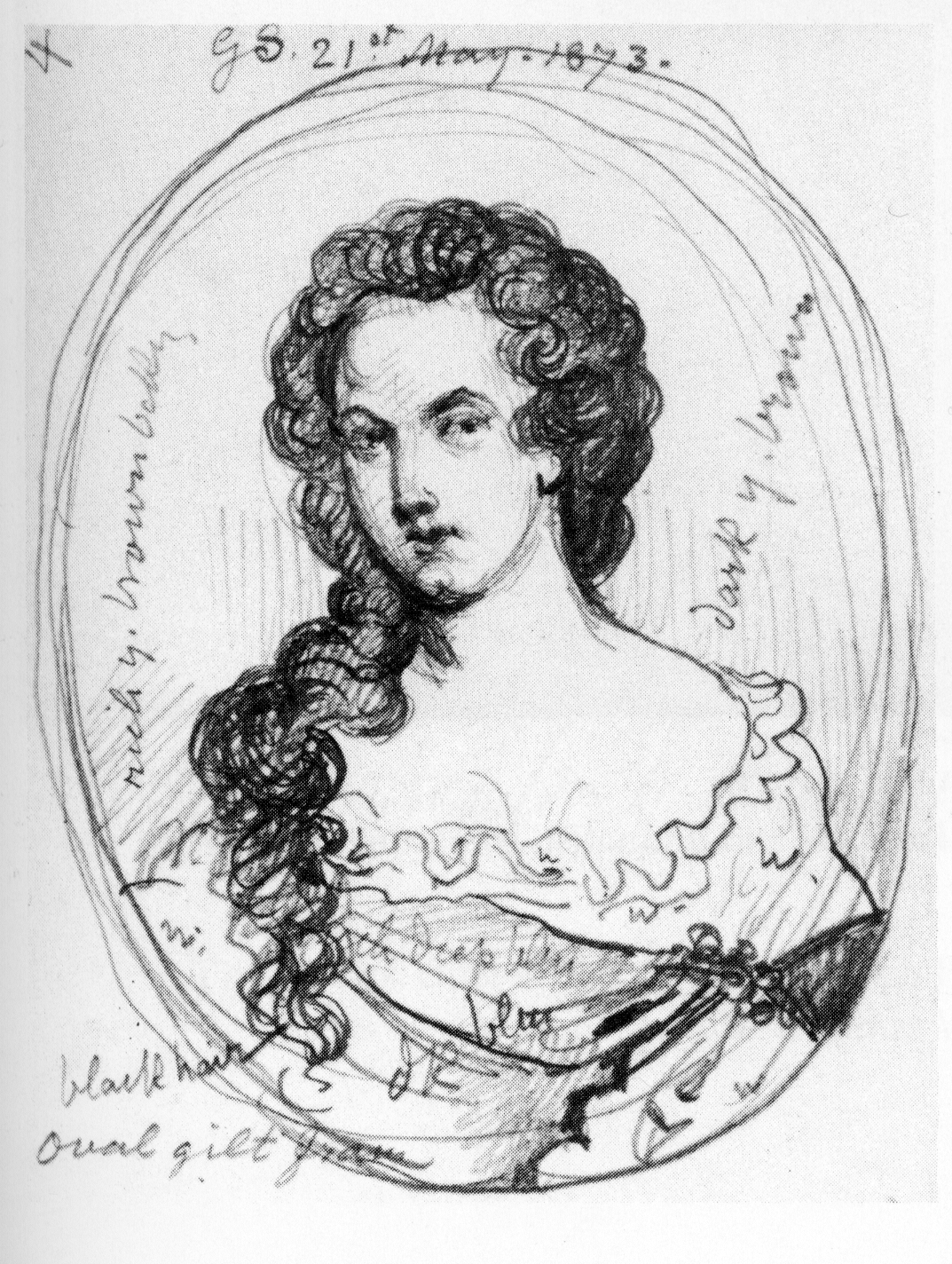
El vagabundo por Aphra Behn es hoy una pieza de repertorio.

- Charles Sedley, El jardín de las moras (The Mulberry-garden, 1668)
- George Villiers, II duque de Buckingham, El ensayo (The Rehearsal, 1671)
- John Dryden, Matrimonio a la moda, (Marriage-A-la-Mode, 1672)
- William Wycherley, La aldeana (The Country Wife, 1675), El hombre sincero (The Plain-Dealer, 1676)
- George Etherege, Amor en una tina (Love in a Tub, 1664), Hombre a la moda (The Man of Mode, 1676)
- Aphra Behn, El vagabundo (The Rover, 1677), Los cabezas peladas (The Roundheads, 1681), El vagabundo, segunda parte (The Rover, Part II, 1681), Golpe de suerte (The Lucky Chance, 1686)
- Thomas Shadwell, Bury Fair (1689)
- Thomas Southerne, Sir Anthony Love (1690), La excusa de las esposas (The Wives Excuse, 1691)
- William Congreve, El Solterón (The Old Bachelor, 1693), Amor por amor (Love For Love, 1695), Así va el mundo (The Way of the World, 1700)
- John Vanbrugh, La reincidente (The Relapse, 1696), La mujer provocada (The Provoked Wife, 1697)
- George Farquhar, Amor y una botella (Love and a Bottle, 1698), La pareja constante (The Constant Couple, 1699), Sir Harry Wildair (1701), El oficial de reclutamiento (The Recruiting Officer, 1706), La estratagema de los galanes (The Beaux' Stratagem, 1707)
- Susannah Centlivre, El esposo perjuro (The Perjured Husband, 1700), The Basset-Table, (1705), The Busie Body (1709)

## Para saber más
Esta es una selección de estudios críticos seminales.
- Canfield, Douglas (1997). Tricksters and Estates: On the Ideology of Restoration Comedy. Lexington, Kentucky: The University Press of Kentucky.
- Fujimura, Thomas H. (1952). The Restoration Comedy of Wit. Princeton: Princeton University Press.
- Holland, Norman N. (1959). The First Modern Comedies: The Significance of Etherege, Wycherley and Congreve. Cambridge, Massachusetts: Harvard University Press.
- Markley, Robert (1988). Two-Edg'd Weapons: Style and Ideology in the Comedies of Etherege, Wycherley, and Congreve. Oxford: Clarendon Press.
- Weber, Harold (1986). The Restoration Rake-Hero: Transformations in Sexual Understanding in Seventeenth-Century England. Madison: University of Wisconsin Press.
- Zimbardo, Rose A. (1965). Wycherley's Drama: A Link in the Development of English Satire. New Haven: Yale University Press.